# 皆生温泉
皆生温泉（かいけおんせん）は、鳥取県米子市にある温泉。
弓ヶ浜の皆生海岸に面する東西1,000m、南北400mの狭い範囲に大型ホテルを含む宿泊施設が集積する。その収容規模は約5,000人で、山陰最大級である。鳥取県が入湯税を基に算出した調査に拠れば、近年は年間40万人前後が利用しており、2017年現在、鳥取県内の温泉では最も入湯客が多い。「米子の奥座」、「山陰の熱海」とも呼ばれる。

## 源泉
塩化物泉で、第三紀の安山岩層の割れ目から湧出している。1900年（明治33年）に発見されたが、海岸侵食によって当初の源泉は水没してしまい、護岸工事が行われた（後述）。湧出量も多く、源泉の温度は鳥取県内で最も高温である。

### 主成分
皆生温泉の集中管理泉
- 陽イオン
  - ナトリウムイオン(2604.1mg/kg)、カリウムイオン(40mg/kg)、マグネシウムイオン(151.2mg/kg）、カルシウムイオン（1687.9mg/kg）、フェロイオン（0.5mg/kg）、マンガンイオン（-mg/kg）、ストロンチウムイオン（23.8mg/kg）、アルミニウムイオン（0.7mg/kg）
- 陽イオン計4508.2mg/kg
- 陰イオン
  - 塩素イオン（6694.3mg/kg）、フッ素イオン（1.5mg/kg）、臭素イオン（-mg/kg）、ヨウ素イオン（-mg/kg）、硫酸イオン（892.8mg/kg）、炭酸水素イオン（59.0mg/kg）、
- 陰イオン計7647.6mg/kg
- 遊離成分
- 非解離成分メタケイ酸（66.7mg/kg）、メタホウ酸（5.4mg/kg）計72.1mg/kg
- 溶存ガス成分遊離二酸化炭素（4.4mg/kg）
- 成分総計12.234g/kg
- 分析年月日　平成12年1月7日
- 分析者　鳥取県衛生研究所

## 温泉街
米子市街の北東部に「皆生温泉1丁目 - 4丁目」があり、そのうち「皆生温泉3・4丁目」に高層ホテル・旅館が立ち並び温泉中心街を形成している。白砂の美しい弓ヶ浜沿いにあり、夏季には海水浴場「皆生温泉海遊ビーチ」（2021年に皆生海水浴場から改称）が開かれる。湯上りの散策に好まれる温泉街は、東には美保湾越しに大山がよく見えて「日本の朝日100選」に選定されているほか、「日本の渚100選」、「日本の白砂青松100選」、「都市景観100選」にも選定されている。浜の内側には大きな温泉旅館やホテルが浜に沿って一直線に立ち並ぶ。旅館街には、飲み屋・飲食店・風俗営業の店が集まる。

## 歴史
1884年（明治17年）頃、砂浜から180メートル沖合の海面が泡だっているのが漁師に発見され、「泡ノ場」と呼ばれるようになった。ところが日野川を流されてくる土砂によって海岸が前進し、「泡ノ場」はどんどん陸に接近してきた。これに注目した地元の事業家・伊島源太郎が温泉掘削を計画したが、実行に移される前に、漁師である山川忠五郎が浅瀬に湧き出る熱湯を偶然発見した（1900年（明治33年）秋）。事業家や村が温泉の開発経営を試みたがいずれも失敗し、経営難となった。
これを引き継いだのが米子の実業家有本松太郎で、1921年（大正10年）に会社を設立して福生村（現在の米子市の一部）から土地を買収した。有本は京都を模して街区整理による都市計画をすすめると共に、鉄道（米子電車軌道）、競馬場（皆生競馬場）を整備し、様々なイベントを開催して集客に勤めた。背後の大山と美保湾越しの島根半島・夜見ヶ浜や、隠岐島の遠景などの景観と米子市に近いことから、山陰随一の温泉歓楽街となった。
温泉地区が海浜に立地することで、長年にわたって海岸侵食による影響を受けてきた。特に冬季は日本海からの強風で海浜の侵食が激しく、海岸が一晩で13メートル後退したこともある。20年間で海岸線は60メートル以上後退し、11軒の旅館のうち7軒が水没するに至った。対策として鳥取県が防砂堤や防潮堤を造り、砂州を造成して侵食を食い止めている。
戦後は団体客が多く訪れるようになり、今日に見られるような温泉街に発達する。一方で歓楽温泉から健康的な温泉へイメージ変化を図っており、1978年（昭和53年）には弓ヶ浜に海水浴場を整備、1981年（昭和56年）には日本で最初のトライアスロン競技（全日本トライアスロン皆生大会）が開催され、その発祥の地として毎年大会を開催している。その他スキー、キャンプ、登山、釣りなどの拠点としての開発も行っており、その他イベントの開催や郷土文化の伝承、来訪者の手形を嵌め込んだ海岸遊歩道の整備など様々な試みが行われている。

## アクセス
- JR山陰本線米子駅から5km、日交バス・日ノ丸バスで19分（300円）、タクシーで15分。
- 米子空港からタクシーで20分。
- 米子自動車道・山陰自動車道米子インターチェンジから国道431号経由で6km、約10分。

1925年（大正14年） - 1938年（昭和13年）には米子電車軌道という路面電車が米子駅前と温泉を結んでいた。